# Ashley Lilley
Ashley Lilley (nacida el 29 de enero de 1986) es una actriz británica quien hizo su debut con la película Mamma Mia! en 2008.

## Vida y carrera
Ashley-Anne Lilley nació en Rothestay en la Isla de Bute, Escocia. A los doce años ganó el "National Youth Music Theatre". A los quince se inscribió en la "Italia Conti Academy of Theatre Arts" en Londres, y se graduó en 2004. Ashley fue la estrella, como Lucille Frank, en una producción del desfile de Jason Robert Brown en el Festival Fringe de Edimburgo en 2005. Más tarde se unió a la gira por Reino Unido de Anything Goes, de Cole Porter, en el papel de Hope Harcourt. 
Hizo su debut en el cine con la película Mamma Mia!, basada en el musical homónimo, el cual está basado a su vez en las canciones de la famosa banda sueca ABBA. 
Apodada Ash por sus amigos y familia, fue compañera de clase en el colegio del centrocampista del Hamilton Academical Football Club, Jim McAlister, y compañera de clase en la universidad de Derek Hough. Ha aparecido recientemente en 2010 en el drama romántico Cartas a Julieta como Patricia, la prima de Charlie, un papel secundario.